# Harriet and the Piper
Harriet and the Piper es una película estadounidense de género dramática de 1920 dirigido por Bertram Bracken y escrito por Monte M. Katterjohn. La película está basada en Harriet and the Piper de Kathleen Norris. Fue protagonizada por Anita Stewart, Ward Crane, Charles Richman, Myrtle Stedman, Margaret Landis, y Byron Munson. La película fue estrenada el 13 de septiembre de 1920, la película fue distribuida por First National Exhibitors' Circuit.

## Protagonistas
- Anita Stewart como Harriet Field
- Ward Crane como Royal Blondin
- Charles Richman como Richard Carter
- Myrtle Stedman como Isabelle Carter
- Margaret Landis como Nina Carter
- Byron Munson como Ward Carter
- Loyola O'Connor como Madame Carter
- Irving Cummings como Anthony Pope
- Barbara La Marr como Tam O'Shanter Girl